# العلاقات البلجيكية الغواتيمالية
العلاقات البلجيكية الغواتيمالية هي العلاقات الثنائية التي تجمع بين بلجيكا وغواتيمالا.

## مقارنة بين البلدين
هذه مقارنة عامة ومرجعية للدولتين:
| وجه المقارنة                                              | بلجيكا                                                                              | غواتيمالا       |
| --------------------------------------------------------- | ----------------------------------------------------------------------------------- | --------------- |
| المساحة (كم2)                                             | 30.53 ألف                                                                           | 108.89 ألف      |
| عدد السكان (نسمة)                                         | 11.37 مليون                                                                         | 17.26 مليون     |
| الكثافة السكانية (ن./كم²)                                 | 372.42                                                                              | 158.51          |
| العاصمة                                                   | بروكسل                                                                              | غواتيمالا       |
| اللغة الرسمية                                             | اللغة الهولندية، لغة فرنسية، اللغة الألمانية                                        | اللغة الإسبانية |
| العملة                                                    | يورو، فرنك بلجيكي                                                                   | كتزال غواتيمالي |
| الناتج المحلي الإجمالي (بليون دولار)                      | 492.68 مليار                                                                        | 75.62 مليار     |
| الناتج المحلي الإجمالي (تعادل القوة الشرائية) بليون دولار | 514.74 مليار                                                                        | 126.21 مليار    |
| الناتج المحلي الإجمالي الاسمي للفرد دولار أمريكي          | 40.32 ألف                                                                           | 3.90 ألف        |
| الناتج المحلي الإجمالي للفرد دولار أمريكي                 | 43.44 ألف                                                                           | 7.45 ألف        |
| مؤشر التنمية البشرية                                      | 0.890                                                                               | 0.627           |
| رمز المكالمات الدولي                                      | +32                                                                                 | +502            |
| رمز الإنترنت                                              | .be                                                                                 | .gt             |
| المنطقة الزمنية                                           | توقيت وسط أوروبا، ت ع م+01:00، ت ع م+02:00، توقيت وسط أوروبا الصيفي، أوروبا/بروكسل ‏ | 00              |

## منظمات دولية مشتركة
يشترك البلدان في عضوية مجموعة من المنظمات الدولية، منها:
| علم المنظمة | اسم المنظمة                               | تاريخ انضمام بلجيكا | تاريخ انضمام غواتيمالا |
| ----------- | ----------------------------------------- | ------------------- | ---------------------- |
|             | الاتحاد البريدي العالمي                   | ?                   | ?                      |
|             | مؤسسة التنمية الدولية                     | 2 يوليو 1964        | 27 أبريل 1961          |
|             | منظمة حظر الأسلحة الكيميائية              | ?                   | ?                      |
|             | منظمة التجارة العالمية                    | ?                   | ?                      |
|             | الأمم المتحدة                             | 27 ديسمبر 1945      | 21 نوفمبر 1945         |
|             | وكالة ضمان الاستثمار متعدد الأطراف        | 18 سبتمبر 1992      | 11 يوليو 1996          |
|             | منظمة الشرطة الجنائية الدولية             | ?                   | ?                      |
|             | مؤسسة التمويل الدولية                     | 27 ديسمبر 1956      | 20 يوليو 1956          |
|             | المنظمة الهيدروغرافية الدولية             | ?                   | ?                      |
|             | الاتحاد الدولي للاتصالات                  | 1866                | 10 يوليو 1914          |
|             | البنك الدولي للإنشاء والتعمير             | 27 ديسمبر 1945      | 28 ديسمبر 1945         |
|             | المركز الدولي لتسوية المنازعات الاستشارية | 26 سبتمبر 1970      | 20 فبراير 2003         |
|             | يونسكو                                    | 29 نوفمبر 1946      | 2 يناير 1950           |

## أعلام
هذه قائمة لبعض الشخصيات التي تربطها علاقات بالبلدين:
- أوسكار بيرغر (11 أغسطس 1946 – )

## وصلات خارجية
- موقع وزارة الخارجية البلجيكية
- موقع وزارة الخارجية الغواتيمالية